# Delta Air Transport
 (janvier 2022).
Si vous disposez d'ouvrages ou d'articles de référence ou si vous connaissez des sites web de qualité traitant du thème abordé ici, merci de compléter l'article en donnant les références utiles à sa vérifiabilité et en les liant à la section « Notes et références ».
DAT ou Delta Air Transport (Code AITA : QG ; code OACI : DAT) était une compagnie aérienne belge, filiale de la Sabena. 
Après avoir survécu à la faillite de cette dernière, la compagnie fut reprise par le groupe d'investisseurs belge SN Air Holding pour créer le 15 février 2002 SN Brussels Airlines (SNBA).
À la suite de la fusion avec la compagnie Virgin Express, SN Brussels Airlines les deux entités sont devenues l’actuelle compagnie Brussels Airlines.

## Histoire
Delta Air Transport fut fondée en 1966 par Frans Van den Bergh, pour effectuer des vols charter avec une flotte initiale de trois Cessna Skymaster.

## Flotte

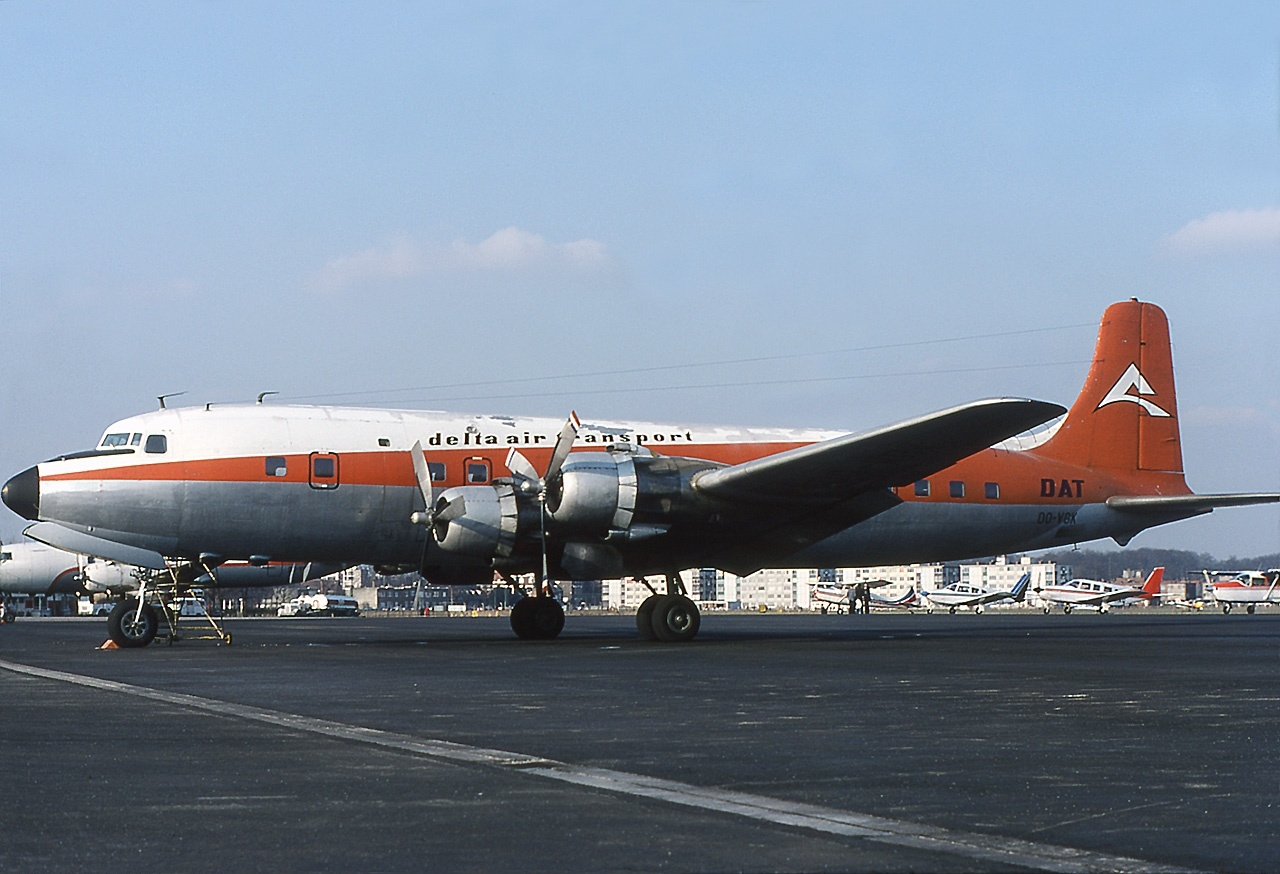
un Douglas DC-6 en 1976.
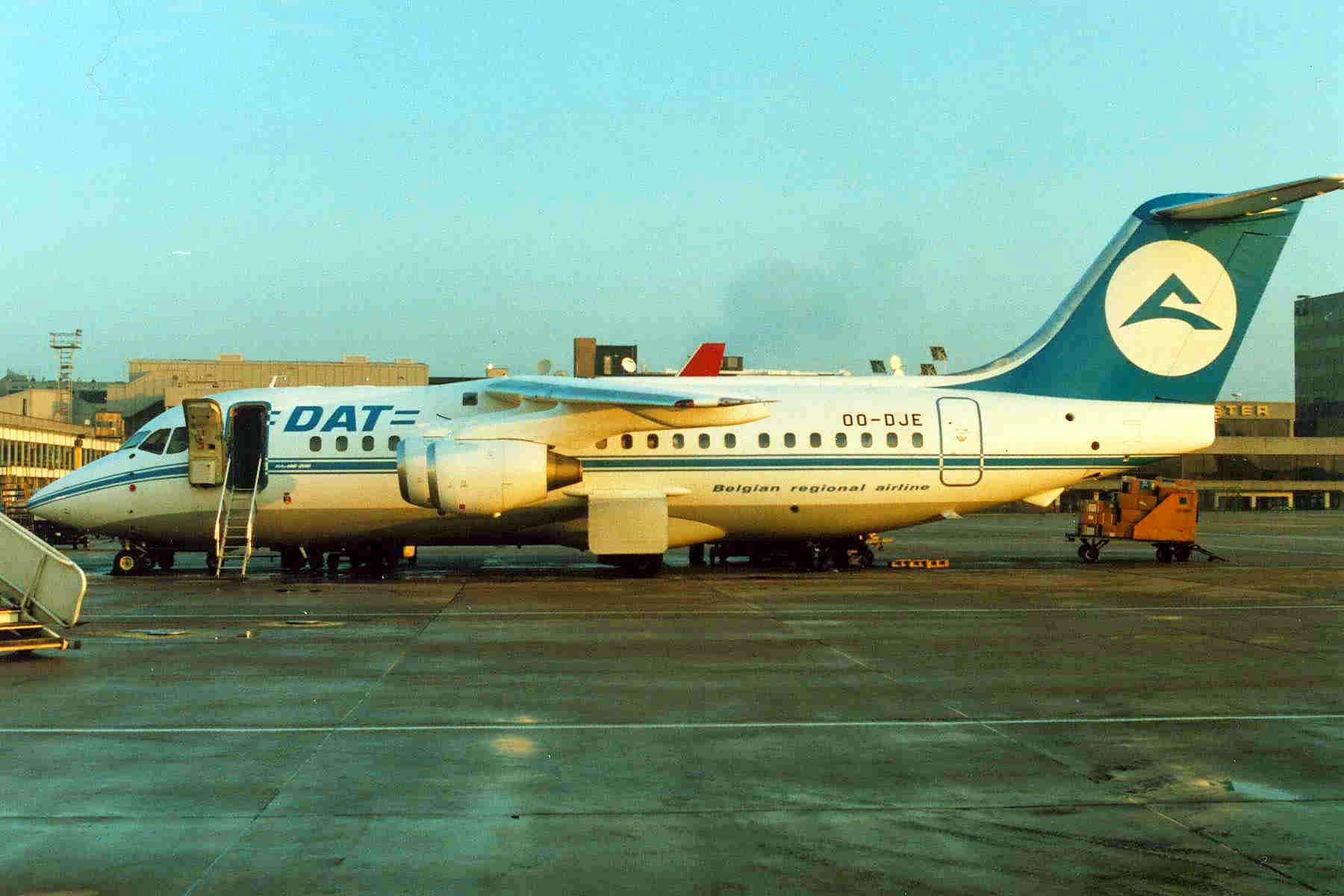
Un BAE 146.
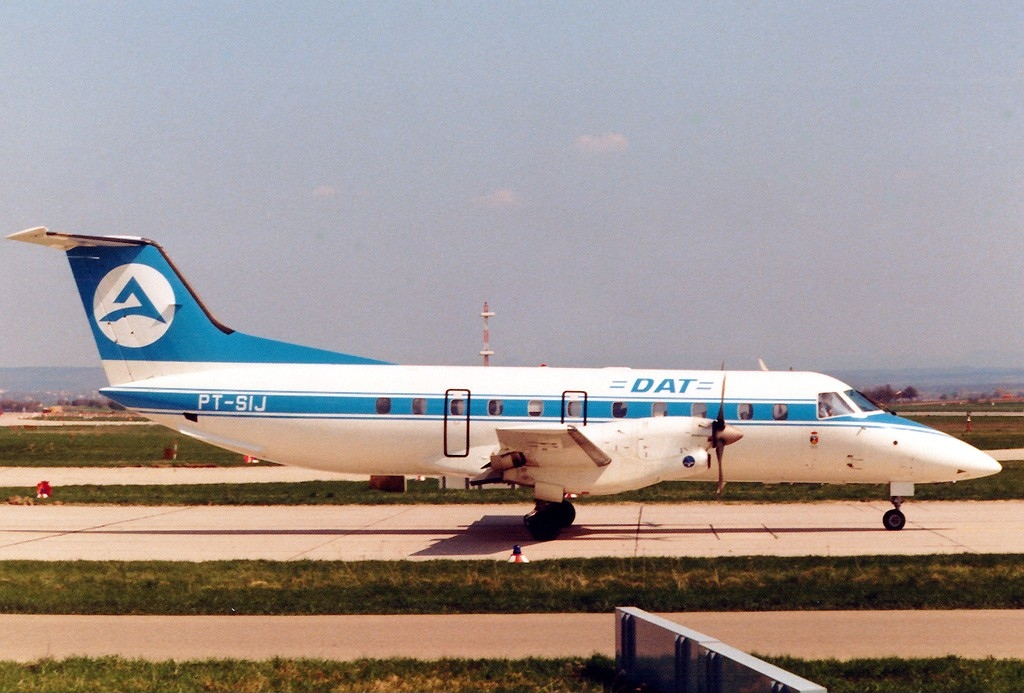
Un Embraer 120.

## Accidents et incidents
- 2 juin 1990 : Un Piper Aerostar et un Embraer EMB 120 de la compagnie se percutent en plein vol près de l'aéroport d'Anvers, faisant 4 morts[1]. L'accident se produisit lors d'une manœuvre de passage à basse altitude au dessus de la piste 29, dans le cadre du tournage d'un film promotionnel.